# 엘리아스 에마누엘 지 마갈량이스 소자
엘리아스 에마누엘 지 마갈량이스 소자(포르투갈어: Elias Emanuel de Magalhães Souza, 1999년 5월 28일~)는 브라질의 축구 선수이다. 포지션은 공격수이다. 현재 K3리그의 강릉시민축구단 소속이다.